# Сельское поселение «Улятуйское»
Се́льское поселе́ние «Улятуйское» — муниципальное образование в Оловяннинском районе Забайкальского края Российской Федерации.
Административный центр — село Улятуй.

## История
Статус и границы сельского поселения установлены Законом Читинской области от 19 мая 2004 года «Об установлении границ, наименований вновь образованных муниципальных образований и наделении их статусом сельского, городского поселения в Читинской области».
Закон Забайкальского края от 25 декабря 2013 года:
Законом Забайкальского края от 20 июля 2015 года № 1210-ЗЗК, 1 августа 2015 года были преобразованы, путём их объединения, сельские поселения «Арендинское» и «Улятуйское» в сельское поселение «Улятуйское» с административным центром в селе Улятуй.

## Население
| 2010  | 2011 | 2012 | 2013 | 2014 | 2015 | 2016  |
| ----- | ---- | ---- | ---- | ---- | ---- | ----- |
| 924   | ↘905 | ↘876 | ↘864 | ↘842 | ↘817 | ↗1044 |
| 2017  | 2018 | 2019 | 2020 | 2021 |      |       |
| ↘1003 | ↘995 | ↘976 | ↘968 | ↘820 |      |       |

## Состав сельского поселения
| № | Населённый пункт | Тип населённого пункта       | Население |
| - | ---------------- | ---------------------------- | --------- |
| 1 | Аренда           | село                         | ↘155      |
| 2 | Комкай           | село                         | ↘104      |
| 3 | Нижний Улятуй    | село                         |           |
| 4 | Улятуй           | село, административный центр | ↘643      |
| 5 | Шивия            | село                         | ↘48       |